# Dave Hunt
Dave Hunt (1926 - 5 de abril de 2013) fue un apologista, locutor y autor estadounidense cristiano. 
Nacido en 1926 y educado en una familia cristiana. Fue alumno de la Universidad de California y estaba casado, matrimonio del que tuvo 4 hijos. Trabajó de contable antes de convertirse en pastor a tiempo completo.
Era pastor a tiempo completo desde 1973. Hunt viajó a Oriente Medio, vivió en Egipto y escribió numerosos libros de teología, profecía, cultos y otras religiones, incluyendo críticas al catolicismo, al islam, al mormonismo y al calvinismo, entre otros. Sus libros han vendido en total más de 4 millones de copias y han sido traducidos a 20 idiomas.

## Controversia
Sus obras criticando lo que considera falsa doctrina han causado diversas polémicas.
Respuestas a su pensamiento sobre calvinistas y sobre los defensores de la meditación incluyen Seduction?? A Biblical Response (¿Seducción? Una respuesta bíblica) y The Seduction of Christianity (La Seducción del cristianismo). Hunt escribió una corta respuesta a sus críticos en Whatever Happened to Heaven? (¿Qué pasó con el cielo?).

## Pensamiento
Hunt era un creacionista bíblico estricto. El rechazo a la evolución es un tema habitual de sus programas de radio. Afirmó que la evolución es una forma de religión ocultista relacionada con la reencarnación.
Hunt creía que influencias paganas u ocultistas permean la cultura moderna. Esto incluye conceptos como la evolución, así como todas las formas de psicología, algunas formas de entretenimiento, todas las formas de ciencia ficción o fantasía, especialmente Harry Potter, el yoga, algunas formas de medicina, preocupaciones por el medioambiente o la conservación de la biodiversidad y gran parte de la educación pública. Su libro Occult Invasion (La invasión del ocultismo) está dedicado a estos puntos, al igual que algunos otros que también lo mencionan.

### Calvinismo
Hunt trata sobre el calvinismo en un libro titulado What Love is This? Calvinism's Misrepresentation of God (¿Qué amor es este? Representaciones calvinistas falsas de Dios), publicado en el 2002 y revisado en 2004. El libro se convirtió en uno de los más polémicos del autor. La exactitud de la información en el libro está cuestionada por autores como James White.
También publicó en 2004 Debating Calvinism: Five Points, Two Views (Debatiendo el calvinismo: cinco puntos y dos opiniones.) escrito en forma de debate por Hunt y el teólogo calvinista y consultor de traducción James White.

### Catolicismo
En A Woman Rides the Beast (Una mujer cabalga sobre la bestia), identifica a la Iglesia católica como la prostituta de Babilonia de las profecías en los capítulos 17 y 18 del Apocalipsis, una posición respaldada por algunos de los protestantes fundamentalistas.

### Mormonismo
The God-Makers (Los creadores de Dios) escrito junto con Ed Decker, y la película del mismo nombre, fue una provocativa exposición del mormonismo.

### Otros
La The Seduction of Christianity (Seducción del cristianismo), escrito con Tom McMahon, clasificaba las enseñanzas, meditación y los consejos basados en la psicología de Word of Faith (movimiento salido de la Iglesia Pentecostal) como herejías New Age, lo que generó mucho debate en la década de 1980.

## Obras
- America, Israel and Islam, ISBN 1-929125-32-1
- America, the Sorcerer's New Apprentice: The Rise of New Age Shamanism, ISBN 0-89081-651-4
- Battle for the Mind, ISBN 1-928660-09-6
- Beyond Seduction: A Return to Biblical Christianity, ISBN 0-89081-558-5
- Countdown to the Second Coming, ISBN 0-89081-910-6
- Cult Explosion, ISBN 0-89081-241-1
- A Cup of Trembling: Jerusalem and Bible Prophecy, ISBN 1-56507-334-7
- Death of a Guru, ISBN 0-89081-434-1
- Debating Calvinism: Five Points, Two Views; Dave Hunt and James White, ISBN 1-59052-273-7
- Global Peace and the Rise of Antichrist, ISBN 0-89081-831-2
- The God Makers, ISBN 1-56507-717-2
- Honest Doubts, ISBN 1-928660-34-7
- In Defense of the Faith: Biblical Answers to Challenging Questions, ISBN 1-56507-495-5
- Judgment Day! Islam, Israel and the Nations, ISBN 1-928660-32-0
- The Mind Invaders (formerly titled The Archon Conspiracy), ISBN 1-56507-831-4
- The New Spirituality, ISBN 1-56507-121-2
- Occult Invasion, ISBN 1-56507-269-3
- The Power of the Spirit (by William Law, edited by Dave Hunt), ISBN 0-87508-247-5
- Revelation Hoofbeats (contributing author), ISBN 1-59160-873-2
- Sanctuary of the Chosen, ISBN 1-56507-215-4
- Secret Invasion, ISBN 0-89081-560-7
- Seduction of Christianity: Spiritual Discernment in the Last Days, ISBN 0-89081-441-4
- Seeking and Finding God, ISBN 1-928660-23-1
- To Russia With Love (formerly titled Mission Possible), ISBN 978-1-928660-36-1
- Toward the 7th Millennium: A Penetrating Look into the Future (contributing author), ISBN 0-937422-42-8
- Understanding the New Age Movement, ISBN 0-89081-682-4
- Unmasking Mormonism, ISBN 0-89081-801-0
- An Urgent Call to a Serious Faith, ISBN 0-7369-0313-5
- What Love Is This? Calvinism's Misrepresentation of God, ISBN 1-929125-30-5 2nd ed: ISBN 1-928660-12-6
- Whatever Happened to Heaven, ISBN 0-89081-698-0
- When Will Jesus Come?: Compelling Evidence for the Soon Return of Christ, ISBN 0-7369-1248-7
- A Woman Rides the Beast, ISBN 1-56507-199-9
- Y2K: A Reasoned Response to Mass Hysteria, ISBN 0-7369-0167-1
- Also many audio and video materials, including adaptations of many of the above books.

## Críticas
- Douglas E. Cowan, Bearing False Witness? An Introduction to the Christian Countercult (Westport: Praeger, 2003).
- Gary DeMar and Peter Leithart, The Reduction of Christianity: A Biblical Response to Dave Hunt (Fort Worth: Dominion/Atlanta: American Vision, 1988).
- Irving Hexham, "The Evangelical Response to the New Age," in Perspectives on the New Age, James R. Lewis and J. Gordon Melton, eds., (Albany: State University of New York Press, 1992), pp 152-163.
- Brant Pelphrey, "Negative Thinking in a "Positive" Age (Book Review of The Seduction of Christianity)" Areopagus, 1/1 (Fall 1987), pp. 42-45.
- Thomas F. Reid, Mark Virkler, James A. Laine and Alan Langstaff, Seduction?? A Biblical Response (New Wilmington: Son-Rise, 1986).
- SCP Staff, "The Final Threat: Cosmic Conspiracy and end times speculation," in The New Age Rage, Karen Hoyt and J. Isamu Yamamoto, eds., (Old Tappan: Revell, 1987), pp. 185-201.
- Gilbert W. Scharffs, The Truth About "The God Makers": A Response to an inaccurate portrayal of the Church of Jesus Christ of Latter-day Saints (Salt Lake City: Publishers Press, 1986).
- Wally Tope, "The God Makers," Areopagus, 3/1 (Advent 1989), pp. 48-50.

### Más información
- The Berean Call Dave Hunt's ministry
- Dave Hunt Dave Hunt Bio from The Bridge
- About Dave Hunt Dave Hunt info from Chick Publications
- Who's Who of Prophecy - Dave Hunt
- Dave Hunt Page Tracts and Other Materials

### Partidarios
- CRI Attacks Dave Hunt
- Dave Hunt's Powerful Refutation of Calvinism
- A Review of Dave Hunt's What Love is This? Calvinism's Misrepresentation of God
- The Woman Rides the Beast Archivado el 28 de octubre de 2006 en Wayback Machine. A book review
- "What Love is This?" Calvinism’s Misrepresentation of God Book Review by Jackie Alnor

### Contrarios
- What Love is This? By James White Alpha & Omega Ministries 18 January 2006
- What Theology is This? Dave Hunt’s Misrepresentation of God and Calvinism.
- Blinded By Tradition An Open Letter to Dave Hunt Regarding His Newly Published Attack Upon the Reformation, What Love Is This? Calvinism's Misrepresentation of God by James White
- Dave Hunt vs. Charles Haddon Spurgeon Using Obfuscation to Avoid Admission of Simple and Documented Error by James White
- Calvinism on Trial A Response to Dave Hunt on the Doctrines of Grace by Phil Johnson
- What claim is this OR Who are you kidding Mr. Hunt? Examining and Dave Hunt's claim that CH Spurgeon denied Particular Redemption.
- Dave Hunt…CH Spurgeon and Calvinism: A look at some references from Dave Hunt's new book where he quotes from Spurgeon to attack Calvinism.

- Datos: Q324118